# Библиотека Харстада
Библиотека Харстада (норв. Harstad bibliotek) — муниципальная публичная библиотека в Харстаде, фюльке Тромс, Норвегия. Расположена на 1 и 2 этажах Культурного центра Харстада. Также библиотека имеет филиал в Бьяркёе, расположенный в городской школе.
В 1847 году в коммуне Тронденес по инициативе пастора Мюллера была создана первая библиотека, Trondenes Almuesbibliotek. Первым библиотекарем стал учитель и церковный певчий Ааге Йонассен Лунд (норв. Aage Jonassen Lund). В 1908 году в Харстаде существовал кружок чтения. 
В 1950-х гг. городская библиотека Харстада располагалась в арендуемых помещениях на улице Hålogalands gate, 12. В 1964 году, когда Харстад объединили с коммунами Саннторг и Тронденес, муниципальные библиотеки также были объединены и получили помещения в бывшей ратуше муниципалитета Тронденес (норв. Trondenes Herredshus) в районе Сама.В современное здание библиотека переехала в 1992 году.
В библиотеке есть несколько отделов: взрослый отдел, отдел для детей и молодежи, отдел музыки (музыкальная библиотека с коллекцией компакт-дисков на 6 000 наименований, 8000 нот и литературой о кино и музыке), отдел краеведения (обширная коллекция книг, фильмов, журналов, газет и исторических записей).